# 砂川村
砂川村（すながわむら）は、石川県能美郡にあった村。現在の川北町の西部にあたる。現在は「橘地区」と呼ばれ、ほとんどその名をとどめていない。

## 地理
- 河川 ： 手取川

## 歴史
- 1889年（明治22年）4月1日 - 町村制の施行により、与九郎島村、出合島村、田子島村、舟場島村、橘村、朝日村、下粟生村、橘新村及び久五郎島村の区域をもって、砂川村が発足する。
- 1891年（明治24年）11月21日 - 出合島の区域が石川郡比楽島村に編入する。
- 1907年（明治40年）8月5日 - 中島村、草深村及び砂川村が合併して、川北村が発足する。

## 交通
北陸本線の美川駅が至近に所在する。現在は旧村域内に国道8号金沢西バイパスが通過する。